# شبیه سازی دیجیتال
شبیه سازی دیجیتال (انگلیسی: Digital cloning) یک فناوری نوظهور شامل الگوریتم‌های یادگیری عمیق است که به فرد اجازه می‌دهد صدا، عکس‌ها و ویدیوهای موجود فعلی را بال کیفیت بیش از حد واقعی دستکاری کند. یکی از تأثیرات چنین فناوری این است که تشخیص فیلم‌ها و عکس‌های واقعی و جعلی را برای چشم انسان دشوار می‌کند. شبیه سازی دیجیتال را می‌توان به شبیه سازی سمعی و بصری (AV)، حافظه، شخصیت و رفتار مصرف‌کننده طبقه‌بندی کرد.
تروبی و براون اصطلاح «کلون فکری دیجیتال» را برای اشاره به تکامل شبیه‌سازی دیجیتال به یک شبیه‌سازی دیجیتال شخصی‌سازی شده پیشرفته‌تر ابداع کردند که شامل «نمونه‌ای از همه داده‌ها و رفتارهای شناخته شده در یک فرد زنده خاص است که در زمان واقعی آن‌ها را ضبط می‌کند.
شبیه سازی دیجیتال ابتدا در صنعت سرگرمی رایج شد. ایده کلون‌های دیجیتال از شرکت‌های فیلم سازی سرچشمه گرفته است که بازیگران مجازی بازیگران مرده را ایجاد می‌کنند. هنگامی که بازیگران در طول تولید فیلم می‌میرند، یک کلون دیجیتالی از بازیگر می‌تواند با استفاده از فیلم‌های گذشته، عکس‌ها و صداهای ضبط شده برای تقلید از شخص واقعی به منظور ادامه تولید فیلم ساخته شود.
هوش مصنوعی مدرن، امکان ایجاد دیپ فیک را فراهم کرده است. این شامل دستکاری یک ویدیو تا جایی است که شخصی که در ویدیو به تصویر کشیده می‌شود در حال گفتن یا انجام کارهایی است که ممکن است با آن موافقت نکرده باشد. در آوریل ۲۰۱۸، بازفید یک ویدیوی دیپ فیک از جردن پیل منتشر کرد، که برای به تصویر کشیدن رئیس‌جمهور سابق، باراک اوباما، دستکاری شده بود، در حالی که اظهاراتی را که قبلاً در انظار عمومی انجام نداده بود برای هشدار دادن به مردم در برابر خطرات احتمالی دیپ فیک ارائه می‌کرد.

## تکنولوژی

### پلتفرم‌های آواتار هوشمند (IAP)
پلتفرم آواتار هوشمند (IAP) را می‌توان به عنوان یک پلتفرم آنلاین که توسط هوش مصنوعی پشتیبانی می‌شود تعریف کرد که به فرد اجازه می‌دهد یک کلون از خود ایجاد کند. فرد باید شبیه سازی خود را آموزش دهد تا با تغذیه الگوریتم صداهای ضبط شده و ویدیوهای متعدد از خود عمل کند و مانند خودش صحبت کند.

### دیپ فیک
همان‌طور که توضیح داده شد، دیپ فیکس نوعی دستکاری ویدیویی است که در آن می‌توان افراد حاضر را با ارائه تصاویر مختلف از یک شخص خاص که می‌خواهند تغییر داد. علاوه بر این، می‌توان صدا و کلماتی را که فرد در ویدیو می‌گوید، با ارسال یک سری صداهای ضبط شده از شخص جدید به مدت حدود یک یا دو دقیقه تغییر داد. در سال ۲۰۱۸ اپلیکیشن جدیدی به نام FakeApp منتشر شد که به عموم مردم این امکان را می‌دهد تا به راحتی به این فناوری برای ساخت ویدیو دسترسی داشته باشند. این برنامه همچنین برای ایجاد ویدیو بازفید از باراک اوباما، رئیس‌جمهور سابق، استفاده شد. با استفاده از دیپ فیک، صنایع می‌توانند هزینه استخدام بازیگران یا مدل‌ها برای فیلم‌ها و تبلیغات را با ساختن فیلم‌ها و فیلم‌های مؤثر با هزینه کم، تنها با جمع‌آوری مجموعه ای از عکس‌ها و ضبط‌های صوتی با رضایت فرد، کاهش دهند.

### شبیه سازی صدا
شبیه‌سازی صدا موردی از روش‌های دیپ‌فیک صوتی است که از هوش مصنوعی برای تولید یک کلون از صدای افراد استفاده می‌کند. شبیه سازی صدا شامل الگوریتم یادگیری عمیق است که صدای ضبط شده یک فرد را می‌گیرد و می‌تواند چنین صدایی را تا حدی ترکیب کند که بتواند صادقانه صدای انسان را با دقت بسیار زیاد لحن و شباهت تکرار کند.